# Jesse W. Reno
Jesse Wilford Reno (4. srpna 1861 – 2. června 1947) byl americký vynálezce. V roce 1891 vyrobil první fungující eskalátor na světě, který patentoval 15. března 1892.

## Životopis
Reno se narodil v městečku Fort Leavenworth v Kansasu. Byl synem Jesse L. Rena a Mary Blanes Crossové. V roce 1883 promoval na Lehigh University, kde získal inženýrský titul v těžbě a metalurgii. Říká se, že Renoova inspirace na výrobu eskalátoru vycházela z jeho studentských let. Nejen, že školní areál univerzity v Lehigh má nejvyšší obytnou halu na východ od Mississippi, ale také existuje přibližně tři sta schodů, které musí být vyšlapány.

## Historie eskalátoru
První eskalátor zkonstruoval a umístil Reno v New Yorku roku 1897 jako zábavní atrakci, první komerční eskalátor vytvořil Reno společně s firmou Otis Elevator Company roku 1899. Na podobných zařízeních pracovali souběžně i jiní konstruktéři, například se uvádí, že eskalátor vynalezl i pojmenoval kolem roku 1900 Charles Seeberger.
Název vznikl jako obchodní značka výrobku firmy Otis Elevator Company úpravou anglického výrazu escalade (z franc., zlézání hradeb po žebříku). Kolem roku 1950 název „eskalátor“ zobecněl.